# Sacrofano
Sacrofano és un comune (municipi) de la ciutat metropolitana de Roma, a la regió italiana del Laci, situat uns 25 km al nord de Roma. L'1 de gener de 2018 tenia 7.799 habitants.
Sacrofano limita amb els municipis de Campagnano di Roma, Castelnuovo di Porto, Formello, Magliano Romano, Riano i Roma.

## Història
Originalment formava part del territori de la ciutat etrusca de Veii. Posteriorment s'hi van edificar nombroses vil·les romanes, que van ser abandonades durant els segles V-VI. Es menciona per primera vegada un fundus scrofanum el 780. Aquí es va construir un castell probablement als segles X-XI; al segle xiii era possessió dels Prefetti di Vico, i més tard dels Savelli i dels Orsini, que ho van adquirir sota el regnat del Papa Gregori XI (1370–1377) i que, a part d'una curta conquesta per Cesare Borgia (1503–1516), van conservar Sacrofano durant gairebé tres segles: el 1560 va ser inclòs al Ducat de Bracciano. El 1662 els Orsini van cedir Sacrofano a la família Chigi.

## Llocs d'interès
- La Rocca (castell).
- Església de San Giovanni Battista, del segle xii i restaurada al segle xv. Té un campanar de tuf del segle xiv. L'església té un pla irregular, d'una sola nau. L'altar de 1515, en marbres policromats, alberga la relíquia de Sant Justí el Màrtir.